# Bysjön (Nås socken, Dalarna)
Bysjön är en sjö i Vansbro kommun i Dalarna och ingår i Dalälvens huvudavrinningsområde. Sjön har en area på 7,78 kvadratkilometer och ligger 224,1 meter över havet. Sjön avvattnas av vattendraget Noret (Kölaråsälven).

## Delavrinningsområde
Bysjön ingår i det delavrinningsområde (669594-142825) som SMHI kallar för Utloppet av Bysjön. Medelhöjden är 270 meter över havet och ytan är 32,88 kvadratkilometer. Räknas de 33 avrinningsområdena uppströms in blir den ackumulerade arean 336,29 kvadratkilometer. Noret (Kölaråsälven) som avvattnar avrinningsområdet har biflödesordning 3, vilket innebär att vattnet flödar genom totalt 3 vattendrag innan det når havet efter 290 kilometer. Avrinningsområdet består mestadels av skog (62 procent). Avrinningsområdet har 8,02 kvadratkilometer vattenytor vilket ger det en sjöprocent på 24,4 procent.